# 异蒲勒醇
异蒲勒醇（英語：isopulegol），别名异胡薄荷醇，化学名1-甲基-4-异丙烯基环己-2-醇或对-䓝- 8-烯-3-醇，化学式C10H18O，为蒲勒醇的同分异构体，是一种存在于许多植物精油中的天然单萜醇类物质。可作为食品香精使用。可见于唇萼薄荷、馬蜂橙、刺柏、柠檬草、枫茅、柠檬桉、翼柄花椒等挥发性精油中。

## 结构与性质
异蒲勒醇结构中有3个手性碳原子，共4种异构体，通常情况下为左旋体，即(−)-异蒲勒醇。常温下为无色液体，沸点218°C，闪点79.44°C（175°F），具有药草的薄荷样香气，在水中溶解度很小，易溶于醇和油等有机溶剂。

## 用途
异蒲勒醇可作为食品香精使用，可用于配制玫瑰、香叶天竺葵、薄荷、覆盆子、药草香型香精。此外也是合成(-)-薄荷脑重要原料。

## 制备
异蒲勒醇主要以香茅醛为原料制备，主要有环化法和酯化法两种途径。
环化法是利用香茅醛在氧化铝或硅胶等催化剂作用下醛基与双键上的氢原子加成成环直接得到异蒲勒醇，但得到是各种异构体的混合物，仅(-)-型和(+)-α-异蒲勒醇能分离出来。
酯化法则是香茅醛与乙酸酐反应先形成乙酸异胡薄荷酯，随后乙酸异胡薄荷酯在酸性条件下水解环化即可得到异蒲勒醇。